# Калмички будистички храм у Београду
Калмички будистички храм, познат и као Калмички дом, је било здање калмичког народа које је постојало у Београду између 1929. и 1940. године. Сматра се једним од првих будистичким храмова у Европи, после будистичког храма у Санкт Петербургу, подигнутог 1909–1915.

## Историјат

### Досељавање у Србију
Превирања у свету у првој половини XX века довела су до расељавања пресељења читавих етничких група. Тако се између 1920. и 1944. године у Београду нашао велики број Калмика. Први Калмици избеглице су стигли у Србију почетком априла 1920. године и било их је неколико десетина. Друга, и далеко најбројнија калмичка групација (око 300 избеглица) приспела је у Србију крајем 1920. године. У целом том периоду од 1920. до краја 1923. године у Србију је стигло укупно 450–500 Калмика. Главнина калмичких избеглица (300–400) настанила се у Београду, формирајући тако највећу камичку колонију у Европи. У Београду су се већином настанили у приградском селу Мали Мокри Луг (помиње се "Методијева улица" или "Метохијска"). У почетку су изазивали општу радозналост, и становници Малог Мокрог Луга су их назвали Кинези.

### Изградња храма
Са калмичким избеглицама у Србију је стигло и неколико њихових свештеника. Најстарији по годинама и свештеничком чину био је бакша Гави Џимба (Манчуда) Боринов. Своју прву богомољу у Београду Калмици су успоставили у септембру 1923. године у две изнајмљене собе у улици Војислава Илића бр. 47 (та кућа и данас постоји). У тим просторијама храм се налазио до краја 1925. године када је премештен у Метохијску улицу бр. 51. априла 1928. године формирају Калмичку колонију. За председника је изабран бивши пуковних руске војске Абуша Алексејев, који ће заједно са будистичким старешином бакшом Манчуда Бориновим покренути акцију за изградњу будистичког храма у Београду.
На земљишту које има је дао београдски индустријалац, Милош Јаћимовић (1858–1940), Калмици су изградили будистички храм, који је завршен 1929. године. Свечано освећење храма, првог и јединог такве врсте у Европи, обављено је 12. децембра 1929. године. Церемонију освећења новог храма су обавили бакша Намђал Нимбушев, духовни вођа Калмика у изгнанству, који је за ту свечану прилику допутовао из Париза и бакша београдски Умаљдинова, уз асистенцију двојице свештеника. Београд може да буде поносан... писао је 1939. године у Београдским општинским новинама др Стеван Поповић, добар познавалац Калмика.
Убрзо по изградњи, храм је постао обележје Београда и једна од његових знаменитости. У Водичу кроз Београд објављеном 1930. године наилази се на одредницу о храму, а годину дана касније улица у којој се храм налазио добија ново име: Будистичка улица (данас Будванска). Када је дом саграђен и почео да функционише, убрзо потом формиран је и Будистички духовни савет који је био спона међу свим месним Калмицима. Приликом прослава већих будистичких празника долазили су и Калмици из других делова Србије. Убрзо су успостављене везе за енглеским друштвом Maha Bodhi Society и другим сличним организацијама и удружењима. У храму су држани часови калмичког језика и будистичке веронауке.
Калмичка принцеза Нирџидма Торгутска је посетила београдски храм 20. септембра 1933. Београдском храму су и даље недостајали многи богослужбени предмети које није било могуће набавити у Европи, па је преко посланика Јапана у Букурешту из Токија стигао велики бронзани кип Буде, чије је освећење извршено 25. марта 1934. године. Пола године по освећењу Будине статуе, београдски будисти су одржали помен краљу Александру, убијеном у атентату приликом званичне посете Француској. Крајем 1934, о храму и тамошњем "бакши" су писали и у париским новинама, додуше сензационалистички. Реконструкција храма је предузета 1935. године, чиме је проширен за још 38 m². У септембру 1935. у посету је дошао нови атаман Донских козака, Михаил Николајевич Грабе, који је некада командовао и Калмицима. Након неког времена, и градске власти су почеле новчано да помажу свештенство. Прослава десетогодишњице изградње храма одржана је 23. новембра 1939. Новчана помоћ градске владе им је укинута 1942. године као лицима несрпске националности.

### Рушење храма
У борбама за ослобођење Београда (12–16. октобар 1944) које су се водиле у непосредној близини, делимично је порушен горњи део калмичког храма. Београдска колонија Калмика је престала да постоји 1944. године када су њени чланови избегли у Немачку, а касније у САД. Након рата, нове власти су сматрале да је београдски будистички храм изгубио разлог за постојање јер је остао без верника и без реликвија, па су 1950. срушили куполу храма а приземље претворили у дом културе. Касније је у тој згради просторије имао Социјалистички савез радног народа. На крају је зграду преузела радна организација Будућност која је храм порушила, а на његовим темељима подигла двоспратну зграду у коју је уселила свој сервис Хлађење.
Данас у Београду више не постоји калмичка заједница нити будистички храм.